# 和歌山県道126号粉河那賀線
和歌山県道126号粉河那賀線（わかやまけんどう126ごう こかわながせん）は、和歌山県紀の川市を通る一般県道である。

## 概要
紀の川市猪垣から紀の川市名手下に至る。
京奈和自動車道 紀の川東ICの接続路線となっている。

### 路線データ
- 起点：和歌山県紀の川市猪垣（和歌山県道7号粉河加太線交点）
- 終点：和歌山県紀の川市名手下（国道480号交点）
- 実延長：3.537 km

## 歴史
- 1994年（平成6年）4月1日 - 和歌山県が一般県道として粉河那賀線を認定[1]。
- 2018年（平成30年）3月27日 - 和歌山県告示第337号により、紀の川市粉河の約1.7 kmの区間が和歌山県道122号西川原粉河線から当路線に変更、京奈和自動車道 紀の川東ICの接続路線となる[2]。

## 路線状況

### 道路施設

#### 橋梁
- 須川橋：延長131. m[2]（中津川、紀の川市）
- 矢倉1号橋：延長40 m[2]（紀の川市）
- 矢倉2号橋：延長45 m[2]（紀の川市）
- 湯谷谷橋：延長50 m[2]（紀の川市）
- 薬師谷橋：延長122 m[2]（紀の川市）
- 祝橋（名手川、紀の川市）

## 地理

### 通過する自治体
- 紀の川市

### 交差する道路
| 交差する道路                    | 交差する場所 | 交差する場所  |
| ------------------------------- | ------------ | ------------- |
| 和歌山県道7号粉河加太線         | 猪垣         | 起点          |
| E24 京奈和自動車道 / 紀北東道路 | 粉河         | 18 紀の川東IC |
| 和歌山県道122号西川原粉河線     | 粉河         |               |
| 和歌山県道121号西川原名手市場線 | 馬宿         |               |
| 和歌山県道127号中尾名手市場線   | 江川中       |               |
| 国道480号                       | 名手下       | 終点          |

### 沿線
- 粉河寺（起点付近）